# HD 137366
HD 137366 är en ensam stjärna belägen i den norra delen av stjärnbilden Paradisfågeln. Den har en skenbar magnitud av ca 6,38 och är mycket svagt synlig för blotta ögat där ljusföroreningar ej förekommer. Baserat på parallax enligt Gaia Data Release 3 på ca 2,98 mas, beräknas den befinna sig på ett avstånd på ca 1 100 ljusår (336 parsek) från solen. På det beräknade avståndet är stjärnans magnitud minskad med 0,3 enhet på grund av interstellärt stoft.

## Egenskaper
HD 133981 är en blå stjärna i huvudserien av spektralklass B3 V. Den har en massa som är lika med ca 7 solmassor, en radie som är ca 5,6 solradier och utsänder energi från dess fotosfär motsvarande ca 953 gånger solen vid en effektiv temperatur av ca 19 300 K.
HD 137366 har metallunderskott med en järnmängd på 67,6 procent av solens ([Fe/H] = -0,17) och den uppskattas vara 27,7 miljoner år gammal. Till skillnad från de flesta heta stjärnor har HD 137366 en relativt låg projicerad rotationshastighet på endast 8 km/s.